# ألبرتو لوبيز (عداء سريع)
ألبرتو لوبيز (بالإسبانية: Alberto Lopez-Davila)‏ هو عداء سريع غواتيمالي، ولد في 18 فبراير 1963.

## وصلات خارجية
- ألبرتو لوبيز على موقع أوليمبيديا (الإنجليزية)